# Michael Sands
Michael „Mike“ Sands (* 1. Juli 1953) ist ein ehemaliger bahamaischer Sprinter.
1970 schied er bei den British Commonwealth Games in Edinburgh über 100 und 200 Meter im Vorlauf aus.
Bei den Olympischen Spielen 1972 in München erreichte er über 100 Meter das Viertelfinale und schied über 200 Meter und in der 4-mal-100-Meter-Staffel im Vorlauf aus.
1975 siegte er bei den Zentralamerika- und Karibikmeisterschaften über 400 Meter. Bei den Panamerikanischen Spielen in Mexiko-Stadt gewann er Bronze über 200 Meter und wurde Vierter über 400 Meter.
Bei den Olympischen Spielen 1976 in Montreal erreichte er über 400 Meter das Viertelfinale und schied über 100 Meter im Vorlauf aus.
Für die Pennsylvania State University startend wurde er 1975 NCAA-Hallenmeister über 440 Yards.

## Persönliche Bestzeiten
- 100 m: 10,1 s, 10. Juli 1975, Nassau
- 220 yds: 20,7 s, 24. Mai 1974, Pittsburgh (entspricht 20,6 s über 200 m)
- 440 yds: 45,46 s, 6. Juni 1975, Provo (entspricht 45,20 s über 400 m)